# Melvyn Richardson
Melvyn Richardson (Marseille, 1997. január 17. –) olimpiai és Európa-bajnok francia válogatott kézilabdázó, jelenleg az FC Barcelona játékosa.
Édesapja a világbajnok kézilabdázó Jackson Richardson, akit a Nemzetközi Kézilabda-szövetség az 1995-ös év legjobbjának választott.

## Pályafutása
Richardson a Chambéry Savoie Handball saját nevelésű játékosaként mutatkozott be a francia első osztályban, majd lett a francia középcsapat meghatározó játékosa. 2017-ben igazolt a Bajnokok Ligájában induló Montpellier Handballhoz. Első BL-szezonjában 21 évesen 64 gólt szerzett, ebből 10-et a Final Fourban, ezzel Bajnokok Ligája-győzelemhez segítette csapatát. 2019-ben ugyan több európai élcsapat is érdeklődött iránta, mégis további két évvel, 2021-ig meghosszabbította szerződését a francia csapatával. Már 2020. szeptemberében bejelentették, hogy a szezon végén lejáró szerződését nem hosszabbítja meg és egy európai élcsapatba kíván igazolni. Hivatalosan a szezon végén jelentették be, hogy a friss Bajnokok Ligája győztes FC Barcelona csapatában folytatja pályafutását. 2024-ben a Bajnokok Ligája négyes döntőjének mindkét mérkőzésén ő volt csapata legeredményesebb játékosa és a döntő hétvége legjobb játékosának is megválasztották.
Tagja volt a francia utánpótlás válogatottaknak, 2014-ben ifjúsági Európa-bajnok és az Európa-bajnokság All-star csapatának jobbátlövője lett, 2015-ben pedig ifjúsági világbajnok és a világbajnokság legértékesebb játékosa lett. 2017-ben a junior korosztályban világbajnoki bronzérmet szerzett.
A felnőtt válogatottban 2017-ben mutatkozott be, első világversenye a 2019-es világbajnokság volt, ahol bronzérmes lett. A 2021-re halasztott tokiói olimpián győztes csapat tagja volt. 2024-ben Európa-bajnok lett.

## Sikerei
- Olimpiai bajnok: 2020
- Világbajnokság
  - ezüstérmes: 2023
  - bronzérmes: 2019, 2025
- Európa-bajnok: 2024
- Bajnokok Ligája győztes: 2018, 2022, 2024
- Spanyol bajnokság győztese: 2022, 2023
- Ifjusági világbajnok: 2015
- Ifjusági Európa-bajnok: 2014